# 索托馬約爾島
索托馬約爾島（英語：Sotomayor Island）是南極洲的島嶼，位於葛拉漢地的特里尼蒂半島，處於昂溫灣入口處以南，由智利探險隊命名，現時由南極條約體系管理。